# Foudre
Foudre es una película dramática suiza de 2022 escrita y dirigida por Carmen Jaquier. La película está protagonizada por Lilith Grasmug como Elisabeth, una joven que ha pasado varios años en un colegio preparándose para tomar la vocación de monja, pero descubre que sus deseos han cambiado cuando regresa a casa tras la muerte de su hermana mayor.
La película se estrenó en el programa Platform en el Festival Internacional de Cine de Toronto 2022, y se proyectó en la sección de Nuevos Directores del Festival Internacional de Cine de San Sebastián 2022.
Fue seleccionada como la candidata suiza a la mejor película internacional en los Premios Óscar 2024.